# Tonight the Stars Revolt!
Tonight the Stars Revolt! (englisch Heut nacht erheben sich die Sterne!) ist das dritte Studioalbum der US-amerikanischen Metal-Band Powerman 5000. Es erschien am 20. Juli 1999 über DreamWorks Records und wurde in den USA mit Platin ausgezeichnet.

## Entstehung
Laut Sänger Spider One (bürgerlich: Michael Cummings) war Tonight the Stars Revolt! das erste Mal, das die Band ein „echtes“ Album aufnehmen konnte. Ihr Debütalbum The Blood-Splat Rating System nahm die Band innerhalb von sieben Tagen auf. Dieses Mal hatten Powerman 5000 die Gelegenheit, ohne Zeitdruck zu arbeiten. Die Band nahm eine Coverversion des Liedes Good Times Roll, im Original von The Cars, auf. Musikalisch bewegte sich die Band weg von ihrem bisher vom Funk inspirierten Sound hin zum Synth Rock mit von klassischer Science-Fiction inspirierten Texten. Das abschließende Lied Watch the Sky for Me ist musikalisch eher im Bereich der Lounge-Musik ansässig. Laut Sänger Spider One war die Band dabei, sich selbst aber auch die Hörer herauszufordern. Auch optisch änderte die Band ihr Image von Skatern hin zur Retro-Science-Fiction.
Aufgenommen wurde das Album in den Sunset Sound Studios, Sound City Studios, The Chop Shop Studios, Music Grinder Studios in Los Angeles. Produziert wurde Tonight the Stars Revolt! von Sylvia Massy, Ulrich Wild und der Band. Gemischt wurde das Album von Frank Gryner, während Tom Baker das Mastering übernahm. Als Gastmusiker sind Spider Ones Bruder Rob Zombie bei Blast Off to Nowhere, DJ Lethal bei Good Times Roll und Ginger Fish bei Watch the Sky for Me zu hören. Darüber hinaus tritt der Schauspieler Malachi Throne bei An Eye Is Upon You und Watch the Sky for Me als Erzähler zu hören.
Das Album wäre beinahe nicht erschienen. Als die Band das fertige Album ihrer Plattenfirma überreichten wurde ihnen erzählt, dass es hier keine Single gäbe und die Plattenfirma „nicht wüsste, was sie damit anfangen solle“. Erst als das Lied When Worlds Collide bei einer Radio-Convention in Los Angeles großen Anklang fand und viel Airplay erhielt, entschied sich DreamWorks, das Album zu veröffentlichen. Musikvideos wurden für die Lieder When Worlds Collide, Nobody’s Real, Supernova Goes Pop und They Know Who You Are veröffentlicht. Der Albumtitel ist der gleichnamigen Kurzgeschichte von Gardner Fox aus dem Jahre 1952 entnommen.

## Titelliste
1. An Eye Is Upon You (feat. Malachi Throne) – 0:51
2. Supernova Goes Pop – 3:14
3. When Worlds Collide – 2:58
4. Nobody’s Real – 2:54
5. System 11:11 – 0:48
6. Tonight the Stars Revolt! – 2:42
7. Automatic – 3:22
8. The Son of X-51 – 2:58
9. Operate, Annihilate – 3:48
10. Blast Off to Nowhere (feat. Rob Zombie) – 3:45
11. The Know Who You Are – 2:33
12. Good Times Roll (feat. DJ Lethal; Original: The Cars) – 2:33
13. Watch the Sky for Me (feat. Ginger Fish & Malachi Throne) – 5:22

Das Lied Watch the Sky for Me endete nach 3:50 Minuten. Nach 30 Sekunden Stille beginnt der Hidden Track The World of the Dead.

## Rezeption

### Rezensionen
Steve Huey vom Onlinemagazin Allmusic schrieb, dass das Album zwar „großartig klingt“, aber die Band habe „ein Problem damit, durchweg einprägsame Lieder zu schreiben“. Huey vergab vier von fünf Punkten. Gero Langisch vom deutschen Magazin Visions schrieb, dass das Album „auf ganzer Linie überzeugt“, auch wenn es sich „von vorne bis hinten wie eine Mischung aus Marilyn Manson und White Zombie anhört“. Langisch vergab acht von zwölf Punkten, weil man mit Powerman 5000 „eine ganze Menge Spaß haben kann“. Patrick Rodeck vom Onlinemagazin Plattentests.de hingegen schrieb, dass „der geneigte Hörer das Gefühlt nicht los wird, dass er alles schon mal woanders besser gehört hat“. Rodeck vergab drei von zehn Punkten.

### Chartplatzierungen
| ChartsChartplatzierungen       | Höchstplatzierung | Wochen |
| ------------------------------ | ----------------- | ------ |
| Vereinigte Staaten (Billboard) | 29 (44 Wo.)       | 44     |

### Auszeichnungen für Musikverkäufe
| Land/Region               | Auszeichnungen für Musikverkäufe (Land/Region, Auszeichnung, Verkäufe) | Verkäufe  |
| ------------------------- | ---------------------------------------------------------------------- | --------- |
| Vereinigte Staaten (RIAA) | Platin                                                                 | 1.000.000 |

## Bedeutung
Tonight the Stars Revolt wurde bei den Boston Music Awards 2000 als Album des Jahres ausgezeichnet, während When Worlds Collide in der Kategorie Single des Jahres nominiert wurde. Das US-amerikanische Onlinemagazin Loudwire führte Tonight the Stars Revolt! auf Platz 43 ihrer Liste der besten Nu-Metal-Alben. Das deutsche Magazin Visions liste Tonight the Stars Revolt auf ihrer Nu-Metal-Plattenliste der 30 besten oder bei ihrer Veröffentlichung wichtigsten Alben. Das Onlinemagazin Spin führte When Worlds Collide auf Platz neun ihrer Liste der 30 besten Nu-Metal-Songs. Das Lied The Son of X-51 wurde vom Onlinemagazin Kerrang auf einer Liste der zwölf wenig bekannten Nu-Metal-Songs, die jeder hören muss geführt.